# Parafia Nawiedzenia Najświętszej Maryi Panny w Bogucicach Pierwszych
Parafia Nawiedzenia Najświętszej Maryi Panny w Bogucicach Pierwszych – parafia rzymskokatolicka, znajdująca się w diecezji kieleckiej, w dekanacie pińczowskim.